# Rathaus (Aillas)

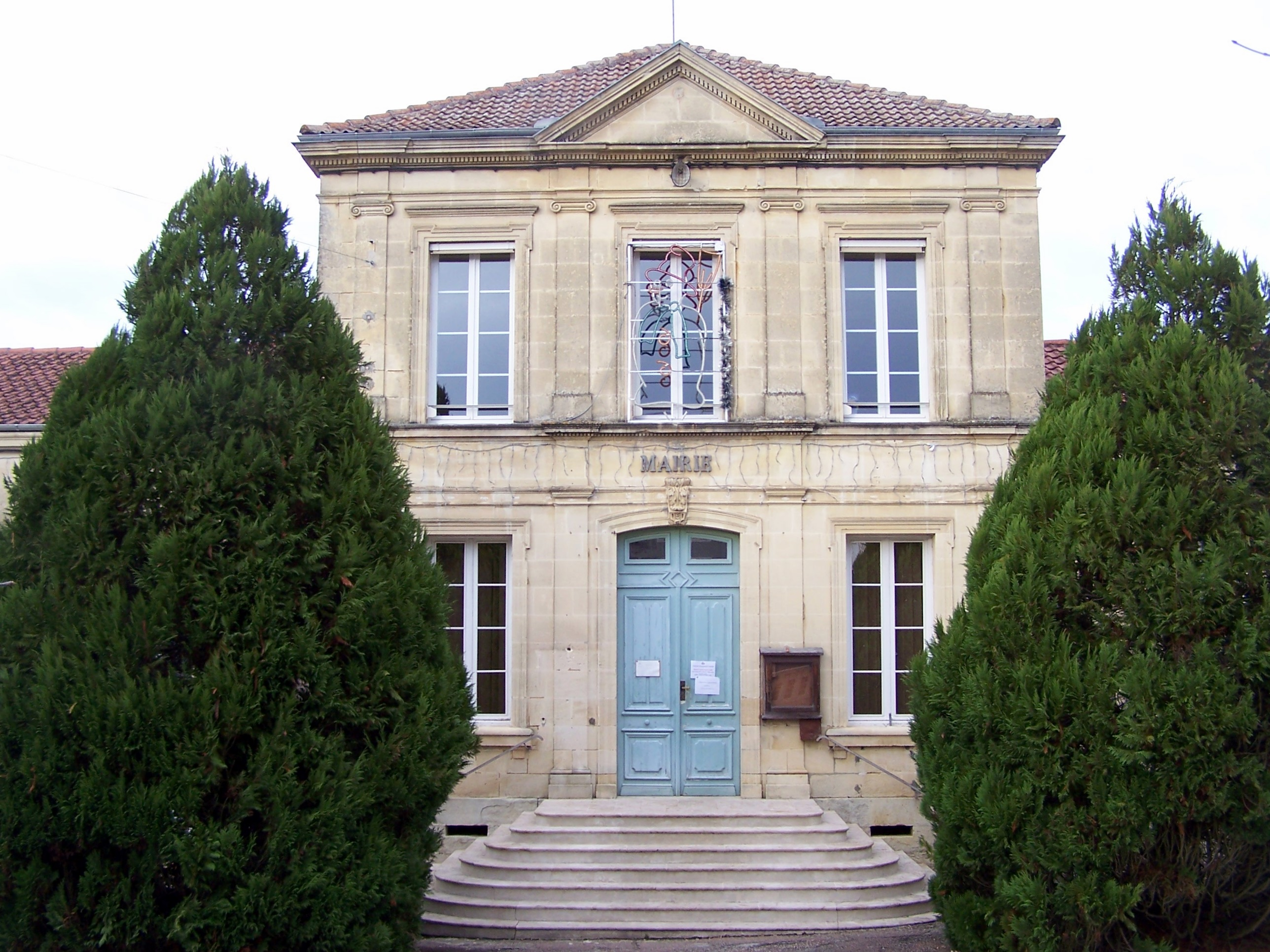
Rathaus in Aillas

Das Rathaus (französisch Mairie) in Aillas, einer französischen Gemeinde im Département Gironde in der Region Nouvelle-Aquitaine, wurde 1886 errichtet. 
In dem zweigeschossigen Rathaus aus Kalksteinmauerwerk befand sich ursprünglich auch die kommunale Schule und die Dienstwohnung des Lehrers. Die heutige Grundschule ist in einem Nebengebäude untergebracht.